# Haemaltica
Haemaltica es un género de escarabajos  de la familia Chrysomelidae. En 1933 Chen describió el género. Contiene las siguientes especies:
- Haemaltica indica Doebrel, 2002
- Haemaltica nigripes Chen & Wang, 1980
- Haemaltica parva Chen & Wang, 1980
- Haemaltica wiesneri Doberl, 1986